# 萌えキュン@MOVIE〜猫耳少女キキ
『萌えキュン@MOVIE』（もえきゆんあつとむうひい）は、日本のVシネマシリーズ。

## 概要
海外向けにコスプレ、メイドカフェ、フィギュアといったアキハバラ・カルチャーを題材にしラブコメにした、ジャパニーズ・カルチャームービーとの『萌えキュン@MOVIE』シリーズの3部作。

## 第1弾「萌えキュン@MOVIE 猫耳少女キキ」
2006年の日本のVシネマ。

### あらすじ
大学生の高木義郎はココ数週間は引きこもり状態。学校にもバイトにも顔を出していない。そんな彼がたまたま外に出掛けた時に拾った捨て猫がなんと翌朝には可愛らしい猫ミミ美少女になって寝ていたのだ!驚く高木だったが…。

### スタッフ
- 脚本・監督：杉浦昭嘉

### キャスト
- 鹿野優以：猫耳のキキ&天使
- 魚谷輝明：高木義郎
- 藍山みなみ：高木の元カノ
- 小林且弥：高木と元カノの共通の友人

## 第2弾「萌えキュン@MOVIE 恋するメイドカフェ」
2006年の日本のVシネマ

### あらすじ
川口英樹は落ち込んでいた。司法試験の模擬テストの結果が最悪だったのだ。見かねた友人の小村は気分転換だと言って、最近自分がはまっている秋葉原のメイド喫茶に無理矢理川口を連れて行く。「お帰りなさいませ、御主人様！」扉を開けると、可愛いメイド服姿の女性が御辞儀をして出迎える。初めてのことに戸惑う川口。やがて、川口の視線はメイドの一人、美咲に釘付けになる。すっかり虜になってしまったのだ。
美咲に一目惚れした川口は、小村に恋愛の相談をするが、なかなかうまく行かない。何とかしてお近づきになりたい川口は、美咲の趣味である釣りに誘うが、そこには怪しい人影が…。果たして、川口の思いは美咲に届くのか？

### スタッフ
- 脚本：杉浦昭嘉、小松公典
- 監督：杉浦昭嘉

### キャスト
- 琴乃 ：美咲
- 高槻純：川口英樹
- 森田猛虎
- 平林鯛一

## 第3弾「萌えキュン@MOVIE 聖♥美少女フィギュア伝」
2006年の日本のVシネマ

### あらすじ
涼太は、秋葉原でやっと手に入れた限定販売のレアなフィギュア“さざなみ綾”を帰り道で数人の男たちに騙し取られてしまう。途方にくれて歩いていた涼太は 、いつしか不思議な路地に入り込んでしまい、不思議な店で愛流というフィギュアを手に入れることになる。
早速、家で愛流を組み立て、好みの色付けを始める涼太…理想の美少女を作り上げるべく、夢中になって好きな口紅を塗ったり、ヘアースタイルにしたり、お気に入りの下着やコスチュームを着せていく涼太…。
ところが、突然そのフィギュアが等身大の生身の人間になってしまった…。

### スタッフ
- 脚本:五藤利弘、ラッシャー池田
- 監督:五藤利弘

### キャスト
- 木嶋のりこ：愛流
- 坪田秀雄：涼太
- 日高ゆりあ：？
- 高東楓：？